# بعزيز
بعزيز هو مغني جزائري مشهور اسمه الحقيقي عبد العزيز بختي ومعروف عند الجزائريين باسم «بعزيز» الذي تناديه به عائلته منذ الصغر ويعني تصغير عبد العزيز باللهجة الجزائرية ولد سنة 1963 في مدينة شرشال بولاية تيبازة غرب الجزائر العاصمة. يغني الأغنية الجزائرية على الطبع الكونتري الأمريكي ويخلط بين الطبوع من الشعبي إلى العاصمي مرورا بالراي ولكن بطريقته الخاصة.

## سيرة
كان شغوفًا بالموسيقى، وتعلم المعكوس، وهو نوع موسيقي ساخر يفسد الأغاني التقليدية عن طريق إرسال رسالة. اشتهر على المسرح لأول مرة منذ عام 1989 بغلافه يا حصرة كيكونت الصغير. في عام 2004، صدر ألبوم بعنوان Café de l'Indépendant، مما جعله معروفًا على الساحة الدولية، حيث غنى بلغتين: الفرنسية والعربية الجزائرية.
هذا المغني مثير للجدل بسبب أغانيه الملتزمة (وهي "مروفيز" من الكلمة الفرنسية "رفض") والتي لا تتردد في توجيه انتقادات للسلطة الجزائرية والإسلاميين1. وكثيرا ما يوصف بأنه متمرد ولا يتردد في انتقاد الرؤساء الحاليين. أدى أدائه في بث تلفزيوني مباشر لأغنية ضد الجنرالات الجزائريين إلى منعه من البث العام ووقف جولته. إلغاء عدة حفلات سيجبره على الانتقال إلى فرنسا. وهو مبتكر أغنية Algérie mon amour، وهي أغنية يؤديها في مجموعات معظم المطربين الجزائريين المقيمين في فرنسا والجزائر. هذه الأغنية تذكرنا بتعلق هؤلاء المطربين بالجزائر.
تتناول أغانيه موضوعات صعوبة دمج المهاجرين من أصل شمال أفريقي بالإضافة إلى صعوبة الوجود كفنان مستقل. كما اشتهر بتكريمه للوناس معتوب، مغني الأغنية البربرية الكبير.
من الناحية الموسيقية، يركز بشكل أساسي على النوع الريفي. وهو معروف أيضًا بتغطية أغاني المغني الفرنسي رينو باللهجة الجزائرية (باعزيز أيضًا من أشد المعجبين برينو والعديد من الأسماء الكبيرة في الأغنية الفرنسية، أبرزهم جورج براسينز - على سبيل المثال في أغنية The best sur l ألبوم Café de l) "الاستقلال"، مثل "سنذهب بعيدًا" (ألبوم Café de l'Independence) وAnaya el Youm je s'en fous ("أنا اليوم لا أهتم"). كانت هذه الأغنية الأخيرة ناجحة للغاية، سواء بالنسبة لموسيقاها - Hexagone لرينو - أو بالنسبة للكلمات المفجعة وحتى التخريبية. يتحدث عن الوضع شبه العسكري في الجزائر ("في كل زاوية حاجز عسكري")، عن الشباب والانزعاج اليومي الذي يعيشونه، عن وضع المرأة الجزائرية التي تحولت إلى قاصر أبدي.
ذوقه في الغلاف أكسبه انتقادات عديدة، أبرزها غلافه لأغنية الشعبي: سبحان الله يا لطيف الذي لم يلقِ النجاح المتوقع.
وفي عام 2009، قام المغني بتصوير مقطع من إخراج جعفر قاسم لأغنيته "بلادي"، وهو نص قدمه الفنان كتحية حيوية للجزائريين.

## لغة الغناء
يغني باللغتين الفرنسية والعربية الجزائرية وكثيرا مايمزج بينهما بطريقة يعشقها الشباب الجزائري.

## مواضيع أغانيه
يرتكز سر نجاحه في الأغنية السياسية الناقدة وتتطرق للمشاكل اليومية التي يعيشها الجزائري، لكن اهتم أيضا بالمواضيع الغرامية.
تبقى أغنيته التي شاع بها والتي يواصل استغلالها للتألق هي الأغنية السياسية الناقدة لكل المجال السياسي مهما كان حتى الإسلامي وبحدة

## روابط خارجية
- بعزيز على موقع IMDb (الإنجليزية)
- بعزيز على موقع ميوزك برينز (الإنجليزية)